# Gagea delicatula
Gagea delicatula är en liljeväxtart som beskrevs av Aleksei Ivanovich Vvedensky. Gagea delicatula ingår i Vårlökssläktet och i familjen liljeväxter. Inga underarter finns listade.